# M'hamed Benaouda
M'hamed Benaouda (en arabe : امحمد بن عودة), ou comme il est connu Sidi M'hamed Benaouda, est un soufi et poète célèbre de la régence d'Alger aux XVIe et XVIIe siècles. Il est également considéré comme le chef spirituel de la tribu Flittas. Né en 1564 à Djbel Sidi Yahia (actuellement Dar Ben Abdellah) et mort en en 1626 à Sidi M'Hamed Benaouda. 

## Biographie

### Origine
M'hamed Benaouda appartient à une famille chérifienne et sa lignée est la suivante :
M'hamed ben Yahia ben Abdelaziz ben Ali ben Yahia ben Rached ben Fergan ben Hessaien ben Souleiman ben Boubaker ben Moumen ben Mohamed ben Abd elquaoui ben Abdelrahman ben Idriss ben Moussa ben Ismail ben Moussa al-Kazim ben Ja'far al-Sâdiq ben Muhammad al-Bâqir ben Ali Zayn al-Abidin ben Al Hussein ben Ali.

### Enseignement
Son père l'envoie enseigner chez Sidi Mohammed Ben Ali El-Medjadji dans la région de Madjadja, au nord de la ville de Chlef, ou il est recueilli par une femme nommée Ouda, et dès lors il est appelé Benouda (fils de Ouda). Il fonde ensuite une école religieuse dont le rayonnement s'étend à toutes les régions environnantes.

### La guerre à Oran
La côte algérienne fut le théâtre de nombreuses campagnes navales espagnoles et occupa à son tour la plupart des ports, mais le Ottomans les expulsèrent à l'exception d'Oran. Les tribus locales participèrent à la guerre contre les Espagnols, et M'hamed, à son tour, y participa. résistant à l'occupant, et joua un rôle militaire à Oran, et lors de la libération de 1792 par Mohamed el-Kebir, il commanda Il lui fit construire un temple en l'honneur des efforts de sa tribu.

### Mort
M'hamed Benaouda est mort en 1626 et est enterré près de son lieu de culte. Après sa mort, les gens de la région organisent chaque année une fête en son honneur.

## Culture

### Mythologie

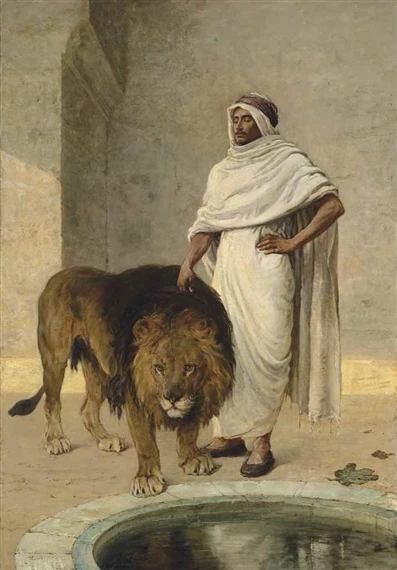
Le lion sacré (1881) par Heywood Hardy

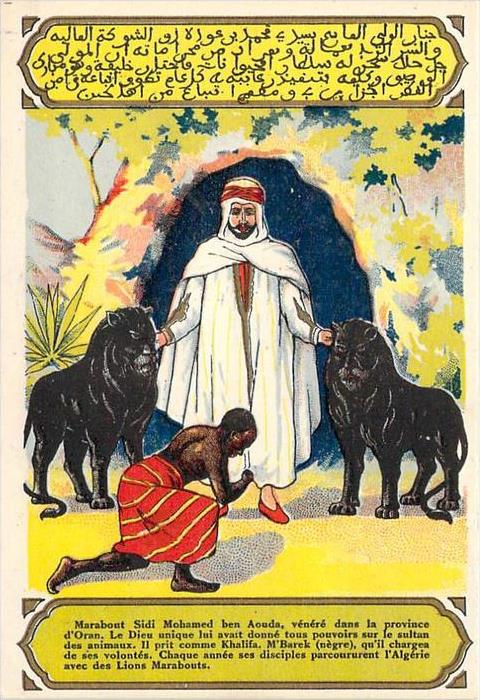
Le lion de Sidi M’hamed Benaouda par Mohammed Racim

#### Apprivoisement des lions
L'une des karâmas (prodiges) de M'hamed Benaouda est l'apprivoisement des lions, car les récits et contes populaires racontent que le saint décida de se retirer et d'aller seul adorer, et pour cette raison les lions venaient à lui pour le servir et lui fournir lui avec de la nourriture, et à partir de ce moment, ses étudiants et ses disciples commencèrent à apprivoiser les lions jusqu'au XXe siècle.

#### La vache qui a mangé le lion
L'histoire du lion de Benaouda (sbaâ Benaouda) est encore racontée par les familles algéroises, dans laquelle on raconte que M'hamed Benaouda visite Alger avec son lion et Sidi Abderrahman et-Thaâlibi l'invite à rester avec lui. Benaouda demande un endroit pour garder son lion, et Sidi Abderrahman lui dit de le laisser dans l'étable avec sa vache. Benaouda craint que le lion ne représente un danger pour la vache, mais on lui assure qu'il n'y a pas lieu de s'inquiéter. Le matin, Benaouda se rend à l'étable et constate avec surprise que la vache a mangé son lion, d'où le mythe de « la vache qui a mangé le lion ».

### Festivité
- La waâda de Sidi M'hamed Benaouda : Chaque automne, les habitants de la commune Sidi M'Hamed Benaouda organisent un événement festif pour commémorer Sidi M'hamed Benaouda, où ils installent des tentes pour recevoir des invités venus assister aux spectacles de cavalerie et écouter les poèmes des poètes.
- Le festival international du film documentaire Sidi M'hamed Benaouda : Un festival de cinéma dédié aux longs et courts métrages documentaires, organisé par l’association culturelle Zaitouna de Relizane.

### Peintre
Les artistes ont peint Sidi M'hamed Benaouda avec des dessins qui ont immortalisé sa mémoire, dont les plus marquants sont :
- Le lion sacré : Créé par l'artiste britannique Heywood Hardy qui l'a achevé en 1881[8].
- Le lion de Sidi M’hamed Benaouda : Créé par l'artiste algérien Mohammed Racim au XXe siècle[9].

### Théatre
- La chute du fort d'Oran : Une pièce produite par le Théâtre régional de Saïda en 2015, écrite par Abed Boukhbaza et mise en scène par Djamel Guermi[10], à laquelle ont participé 15 comédiens[11].

## Référencement